# José María Yurrebaso Goyenetxe
José María Yurrebaso Goyenetxe (Urretxu, 11 d'octubre de 1955) va ser un ciclista basc que fou professional del 1979 fins al 1992. Va combinar la carretera amb el ciclocròs, del qual es va proclamar tres cops Campió d'Espanya. Del seu palmarès en ruta destaca la seva victòria a la Volta a Espanya de 1981.

## Palmarès en ciclocròs
- 1977
  - 1r al Ciclocròs d'Igorre
- 1979
  -  Campió d'Espanya de ciclocròs
- 1983
  - 1r al Ciclocròs d'Igorre
- 1987
  - 1r al Ciclocròs d'Igorre
- 1989
  -  Campió d'Espanya de ciclocròs
- 1990
  -  Campió d'Espanya de ciclocròs

## Palmarès en ruta
- 1981
  - Vencedor d'una etapa a la Volta a Espanya

### Resultats a la Volta a Espanya
- 1981. Abandona. Vencedor d'una etapa
- 1982. Abandona

## Palmarès en ciclisme de muntanya
- 1990
  -  Campió d'Espanya en Camp a través